# 귀인 조씨 (철종)
귀인 조씨(貴人 趙氏, 1842년~1865년)는 조선 제25대 군주 철종의 후궁이다.

## 생애
철종의 후궁으로, 본관은 풍양이다. 원래 궁인으로 있다가 18살 때인 1859년(철종 10년) 음력 2월 22일 귀인에 봉해졌으며, 1861년(철종 12년) 1월 15일 인시에 아들을 낳았다.
한편 조씨는 1865년(고종 2년) 24세를 일기로 사망하였다. 무덤은 처음에 경기도 포천 서면에 마련하였으나, 지금은 경기도 고양시 서삼릉 후궁 묘역에 있다. 조씨가 죽고 그 제사는 모두 전계대원군의 궁에서 맡아서 지냈다.

## 가족 관계
- 남편 : 제25대 철종(哲宗, 1831~1863, 재위:1849~1863)
  - 아들 : 왕자(1861년 음력 1월 15일~?)